# Burg Schwanau (Oberrhein)

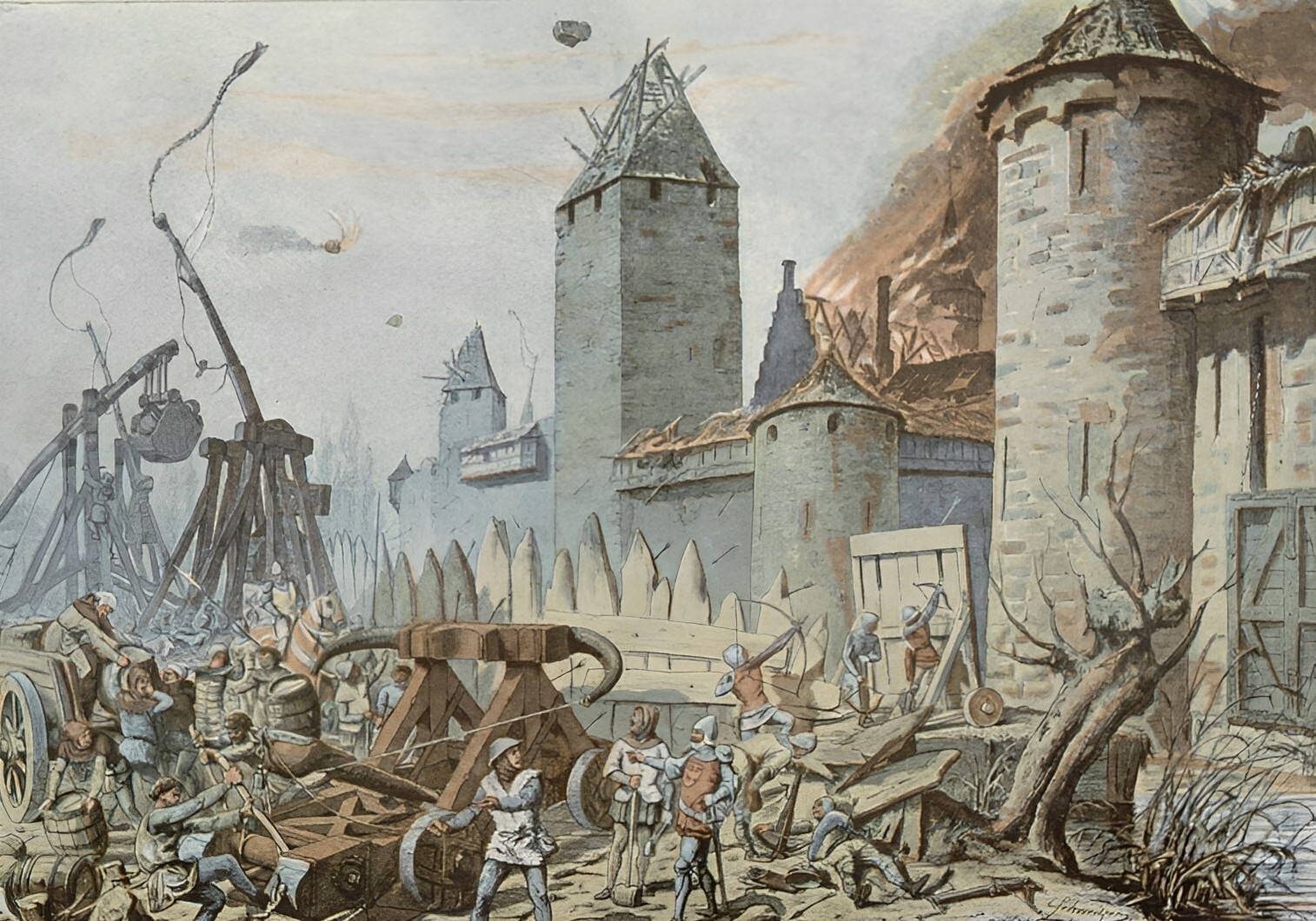
Zerstörung der Burg Schwanau

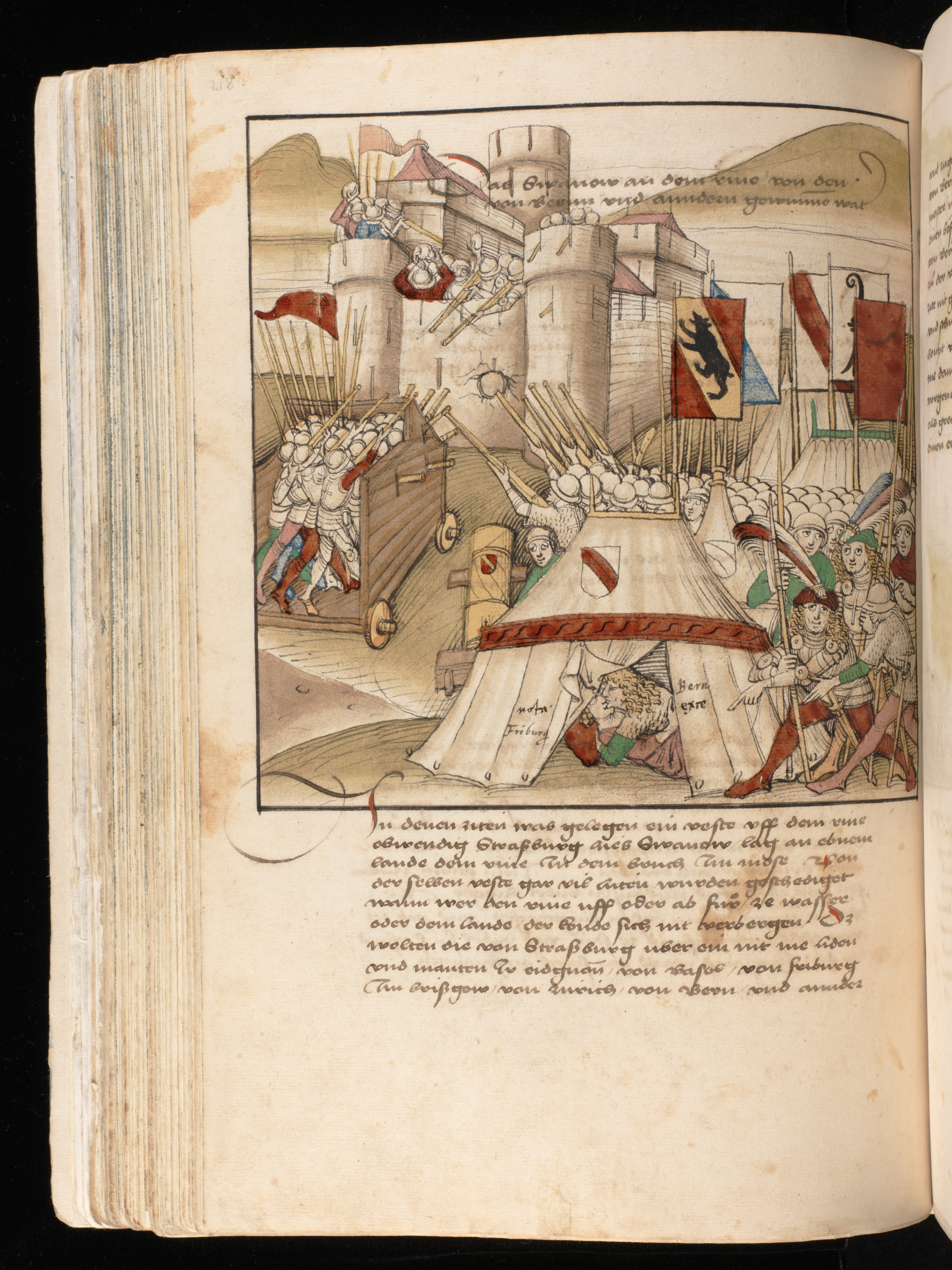
Bern, Burgerbibliothek, Mss.h.h.I.16, p. 218 – Diebold Schilling, Spiezer Chronik

Die Burg Schwanau ist eine abgegangene Niederungsburg am Oberrhein. Sie lag linksrheinisch auf heute französischem Staatsgebiet bei Gerstheim gegenüber dem Ortsteil Ottenheim der Gemeinde Schwanau im Ortenaukreis in Baden-Württemberg.
Die Zollburg gehörte den Herren von Geroldseck und blieb auch nach deren Herrschaftsteilung 1277 im gemeinsamen Besitz. Sie diente der Kontrolle der Rheinschifffahrt mit Zolleinnahmen. Nachdem die Schwanauer unter Walter III. von Geroldseck die Schiffe immer mehr ausplünderten, wurde die Burg schließlich von den oberrheinischen Städten unter der Führung Straßburgs nach längerer Belagerung am 1. Juni 1333 eingenommen, geschleift und nicht wieder aufgebaut. Die Burgstelle ist heute nicht mehr genau lokalisierbar.
Die Bewohner der Burg Schwanau empörten sich im Jahr 1333 über eine fiese Kriegslist der Straßburger Belagerer, die Fässer mit gesammelten Abfällen oder Jauche füllten und in die Burg katapultieren.